# Cornet Obolensky
Cornet Obolensky (né le 20 avril 1999) est un étalon gris issu du stud-book du BWP, concourant en saut d'obstacles. Champion d'Europe par équipe de sa discipline en 2011, il est mis en retraite sportive à 13 ans pour devenir reproducteur à temps plein. Il est en 2014 le second meilleur étalon père de jeunes chevaux, et le plus jeune étalon mondial à entrer dans ce classement.

## Histoire
Il naît le 20 avril 1999, à l'élevage de Thierry Degraeve. Il participe aux Jeux olympiques d'été de 2008 avec Marco Kutscher. En octobre 2012, Cornet participe à son dernier concours à Rio de Janeiro, puis prend sa retraite sportive à 13 ans, ses propriétaires décidant de le consacrer à l'élevage.

## Description
Cornet Obolensky est un étalon de robe grise, inscrit au stud-book du BWP.

## Palmarès
Il est 9e du classement mondial des chevaux d'obstacle établi par la WBFSH en octobre 2012.
- 2011 : médaille d'or par équipes et 11e en individuel aux championnats d'Europe de saut d'obstacles 2011[1],[5].
- 19 juillet 2012 :3e de l'étape Coupe des nations de Hickstead, à 1,60 m[1].
- 17 août 2012 : 4e de l'étape Global Champions Tour de Valkenswaard, à 1,60 m[1].

## Origines
Cornet Obolensky est un fils de l'étalon Clinton et de la jument Rabanna van Costersveld, par Corrado I,,.

## Descendance
Il est le meilleur père, avec Chacco-Blue, des chevaux compétiteurs représentés au championnat d'Europe de saut d'obstacles 2017.
Il est le père de Cornet d'Amour, Cornado NRW, Cornet's Cristallo, Corbinian, Arqana de Riverland, et Clooney 51.